# Жадная старуха
Жадная старуха — русская народная сказка. В сборнике А. Н. Афанасьева «Народные русские сказки» фигурирует под № 76. Перекликается с произведением Александра Сергеевича Пушкина «Сказка о рыбаке и рыбке». В сказке рассказывается о волшебном дереве, которое выполняло желание старухи, а когда старуха пожелала стать равной богам, то дерево превратило её и старика в медведей.
В сказке отражена народная мудрость — человек, не умеющий управлять своим желанием, теряет ощущение ценности от удовлетворения потребности, что ведёт к деградации личности. Иными словами, жадность не доводит до хорошего.
В сюжете прослеживается архаичный культ медведя, образ которого приравнен к богам.
Аналогичный сюжет у сказки Алексея Толстого «Чивы, чивы, чивычок…», написанной в 1937—1938 годах (первоначальное название «Золотая рыбка»).

## Сюжет
Жил старик со старухою. Однажды старик пошёл в лес дрова рубить. И когда хотел срубить очередное дерево, то оно попросило не рубить его, а взамен — исполнить любое желание. Старик решил попросить богатства. Приходит домой — изба стала новой, много домашней живности, хлеба хватит надолго, «денег куры не клюют». Но старуха через время стала говорить: «Хоть живём мы богато, да что в этом толку, коли люди нас не почитают!», и что хорошо бы деду стать бурмистром. Дерево исполняет и это желание. Но старуха снова недовольна — ведь и над бурмистром есть власть. Она предлагает деду попросить у дерева, чтобы сделал его сначала барином, потом полковником, генералом, царём, а затем и самим богом. Все это дерево исполняет, но в ответ на последнюю просьбу превращает старика и старуху в медведей.